# Wages for Housework
Wages for Housework var en global, social bevægelse for at bevidstgøre om, hvordan husarbejde og børnepasning er fundamentet for alt lønarbejde og for at kræve at disse opgaver burde kompenseres som betalt, lønnet arbejde. Kravene handlede formelt set om økonomisk kompensation for reproduktivt arbejde i hjemmet, men brugte også disse krav til mere generelt at gøre opmærksom på kvinders følelsesarbejde, kapitalistiske økonomiers afhængighed af kvinders usynlige arbejde og uligheden i fritid. Kampagnen blev stiftet i 1972 i Padua i Italien af forfatteren og aktivisten Selma James.
Bevægelsen førte en global alliance af feministiske grupper sammen for at danne en revolutionær udfordring af selve omdrejningspunktet for kapitalen og patriarkatets magt: ved at kræve økonomisk suverænitet for kvinder, beskæftiget med de grundlæggende former for reproduktivt arbejde. Federici førte bevægelsen til USA via New York.

Ifølge Silvia Federici handler det ikke om, at husarbejdet er udenfor lønrelationen. For Federici er lønrelationen bredere end selve lønarbejdet:
En af bedrifterne ved den internationale Wages for Housework-kampagne, som vi satte i gang i 1970'erne, var netop at afsløre ikke bare mængden af arbejde som ulønnede husarbejdere udfører for kapitalen, men, som en følge af det, den sociale magt som dette arbejde potentielt tildeler dem, for så vidt at husarbejdet reproducerer arbejderen og som følge deraf er grundpillen for enhver anden form for arbejde.
Et eksempel på dette viste sig på Island i oktober 1975, hvor kvinder gik i strejke og alt i Reykjavik og andre dele af landet hvor strejken fandt sted gik i stå.

Til forestillingen om at arbejdsmarkedet de seneste årtier er blevet "feminiseret", derved at meget tidligere husarbejde og omsorgsarbejde er privatiseret og gjort til lønarbejde, vender Federici problemet på hovedet:
Så i stedet for feminiseringen af lønarbejde, kunne vi tale om 'maskuliniseringen' af 'kvindearbejde', i takt med at beskæftigelse har tvunget os til at tilpasse os til en organisering af arbejdet der stadig bygger på antagelsen om at arbejdere er mænd, som har kvinder derhjemme til at tage hånd om husarbejdet.
Federici henviser til statistik der viser, at hovedparten af husarbejdet stadig udføres af kvinder og stadig er ubetalt. Dette gælder især for børnepasning, som er den største sektor på jorden, især hvad angår pasningen af små børn fra alderen et til fem.